# Vagn Lundsgaard Hansen
Vagn Lundsgaard Hansen (Vejle, 27 de setembro de 1940) é um matemático dinamarquês, professor da Universidade Técnica da Dinamarca.
Foi palestrante convidado do Congresso Internacional de Matemáticos em Pequim (2002).